# Cicno (hijo de Ares)

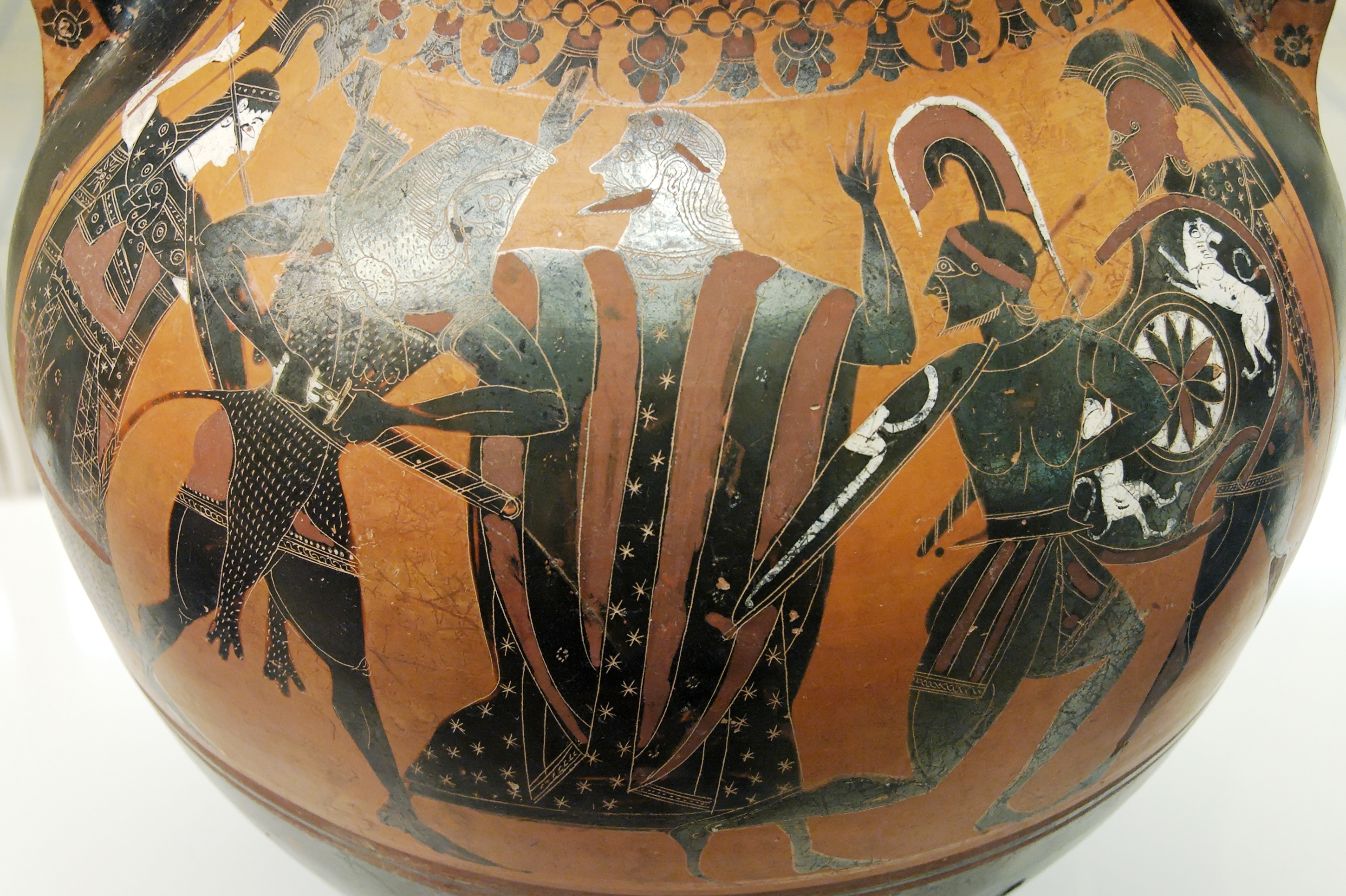
Pieza de cerámica ática de figuras negras hallada en Cámiros (Rodas): un ánfora en la que se representa el combate entre Cicno y Heracles. De izquierda a derecha, Atenea, Heracles, Zeus, Cicno y Ares. Ca. 550 – 530 a. C.

En la mitología griega, Cicno o Cigno (en griego Κύκνος, Kýknos, «cisne») era un malhechor en las leyendas del ciclo heroico de Heracles. Cicno era hijo de Ares y Pelopia o Pirene que desafió a Heracles a un combate singular y murió en la lucha. Una versión nos dice que antes de morir a manos de Heracles, Ares metamorfoseó a Cicno en un cisne. Cicno había tomado por esposa a Temistónoa de negros ojos, hija de Ceix, el rey de Traquis; tras su muerte Ceix tuvo que enterrarlo.
En El escudo de Heracles se nos dice que Heracles y su sobrino Yolao están viajando a través de Tesalia en su camino a Traquis cuando son confrontados por Cicno y Ares, cada un montando un carro. Heracles se encontraba de camino a la corte del rey Ceix. Eurípides dice que Heracles disparó a Cicno con sus flechas, y esto tuvo lugar en Anfanas, cerca del río Anauro.
Apolodoro da dos variantes de Cicno, uno de Tesalia e hijo de Pelopia, y otro de Macedonia e hijo de Pirene:
- Heracles en su viaje llegó al río Equedoro. Cicno, hijo de Ares y Pirene, lo desafió en combate singular. Ares defendía a Cicno y dirigía la pelea, cuando un rayo arrojado en medio de ambos hizo cesar el combate.[6] Higino aclara que el rayo provenía de Júpiter.[7]
- Al pasar Heracles por Itono lo desafió a combate singular Cicno, hijo de Ares y Pelopia, que pereció en la lucha.[1]